# Artesia (Nouveau-Mexique)
Pour les articles homonymes, voir Artesia.
Artesia est une cité américaine du comté d'Eddy, au Nouveau-Mexique.
La municipalité comptait 11 301 habitants au recensement de 2010.